# Ancienne église de l'Annonciation de Balzan
L'ancienne église de l'Annonciation église catholique située à Balzan, à Malte.

## Historique
Édifice du XVe siècle, l'église de l'Annonciation est restée pratiquement inchangée jusqu'à aujourd'hui. Elle a été église paroissiale de 1655 à 1693 et, de nos jours, la messe n'est plus célébrée que le 25 mars, jour anniversaire de l'Annonciation à Marie.